# 星形多邊形
| {5/2}                                                                                      | \|5/2\| |
| 正五角星{5/2}是一種星形多邊形，有五個頂點和互相相交的邊，其可以對應到一個凹十邊形\|5/2\|。 |         |
| 小星形十二面體                                                                             | 鑲嵌    |

在幾何學中，星形多邊形是一種外觀有數個向外凸起的非凸多邊形。目前幾何學上尚未有一個廣泛被接受的星形多邊形定義，目前較常見的定義為存在頂點不和相鄰頂點連接的多邊形，或者從一般多邊形透過截角或延長邊並使其相交所形成的形狀。目前有被從多個角度進行研究的星形多邊形只有星形正多邊形。數學家布蘭科·格倫鮑姆指出了兩種由克卜勒提出的定義：一種是具有自相交稜的星形正多邊形，且自相交的稜不產生新的頂點，另一種是等邊的簡單凹多邊形。

## 命名
星形多邊形一般有許多向外突出的角，一般依照其向外突出之角的數量命名，如五角星，部分文獻將之稱為一個芒，整體形狀以芒數命名，如五芒星與六芒星。

## 簡單等邊星形多邊形
若一星形多邊形是一個簡單多邊形或邊不相交的多邊形，則該星形多邊形不可能為星形正多邊形，因為若將星形正多邊形的相交邊移除，則其不再正多邊形，但可以形成等邊多邊形。這類等邊多邊形通常由2個落在半徑不同的圓上之頂點交錯連接構成。數學家布蘭科·格倫鮑姆在其著作《Tilings and Patterns》中將這類多邊形以符號{\displaystyle |x|}表示由星形多邊形{\displaystyle \{x\}}移除相交線段後構成的星形多邊形，例如星形多邊形{\displaystyle \{{\frac {n}{d}}\}}移除位於內部的線段後的結果計為{\displaystyle |{\frac {n}{d}}|}或{\displaystyle \{n\alpha \}}表達一個內角{\displaystyle \alpha <180(1-{\frac {2}{n}})}度的n角星。
| \|n/d\| {nα}       | {330°} | {630°} | \|5/2\| {536°} | {445°} | \|8/3\| {845°} | \|6/2\| {660°} | {572°} |
| α                  | 30°    | 30°    | 36°            | 45°    | 45°            | 60°            | 72°    |
| β                  | 150°   | 90°    | 72°            | 135°   | 90°            | 120°           | 144°   |
| ------------------ | ------ | ------ | -------------- | ------ | -------------- | -------------- | ------ |
| 等邊星形多邊形     |        |        |                |        |                |                |        |
| 對應的星形正多邊形 | {12/5} | {12/5} | {5/2}          | {8/3}  | {8/3}          | 2{3} 星形圖    | {10/3} |

## 星形正多邊形
| {5/2} | {7/2} | {7/3}... |

星形正多邊形包括五角星和八角星等等，n角星的施萊夫利符號為{n/m}，其中m是小於n/2且和n互質的正整數。托馬斯·布拉德華是最早系統性地對星形正多邊形的研究的學者，後來约翰内斯·开普勒也做了類似的研究。